# 霍弋
霍 弋（かく よく）は、中国三国時代から西晋にかけての武将。蜀漢・西晋に仕えた。字は紹先。荊州南郡枝江県の人。父は霍峻。伯父は霍篤。子の名は不詳。孫は霍彪。

## 生涯
父の霍峻と同様、劉備に仕えた。劉備が没する直前に太子舎人に任命され、劉禅が後を継ぐと謁者に登用された。諸葛亮にその才能を認められ、若い頃は諸葛亮の養子であった諸葛喬と共に、見聞を広めるため旅をした。
諸葛亮の死後に黄門侍郎となり、皇太子であった劉璿の太子中庶子（補佐役）にもなった。劉璿は騎馬・射術を好み政務を省みなかったため、言葉を尽くしてこれを諌めた。
その後、永昌郡の獠族が要害に拠り反乱を起こすと、霍弋は永昌太守となり一軍を率いて討伐に向かった。首謀者を斬って反乱を鎮圧し、その功で監軍・翊軍将軍・建寧太守となり、庲降都督として益州南部の軍政を統括した。
炎興元年（263年）、安南将軍となった。この年、魏が蜀征伐のため大規模な軍を起こすと、霍弋は成都に駆けつけようとした。しかし、劉禅は備えは十分だとして許可しなかった。その後、蜀漢が滅亡したことを知ると、霍弋は喪服を着て哭礼を行ない、三日間の喪に服した。諸将は皆、早く魏に帰順すべきだと述べたが、霍弋は劉禅の安否が分かるまで決して動こうとはしなかった。劉禅の降伏が容れられ東に移ったと聞くと、南中六郡の太守・大将を率いて魏に降伏した。
降伏後は、司馬昭にもその能力を認められ信任を受けた。羅憲と共に呉との国境を守り、南中都督・護軍に任じられ南蛮の平定に尽力した。このころ、霍弋は強卒を率いて夜郎を鎮めた。
咸熙元年（264年）、交阯郡で郡吏の呂興が呉に反乱を起こした。霍弋は呂興を救援すべきだと洛陽に上表文を送り、呂興を救うために出兵したが、呂興は到着する前に部下に殺されてしまった。そこで朝廷は霍弋に節を假し、交州刺史として官吏の任用を便宜させることにした。霍弋は爨谷を交阯太守にするよう推薦した。彼が没すると馬忠の子の馬融を、さらにその死後には楊稷に後を任せるよう上表した。
霍弋は自ら寧州に入り、楊稷らを遣わして交州・広州を奪う計略を巡らせた。楊稷に毛炅・董元・孟幹・孟通らを付けて水陸二路から進軍させた。彼らは古城において呉軍を破り、大都督修則・交州刺史劉俊の首を斬った。そこで呉は虞汜を監軍、薛珝を威南将軍・大都督、陶璜を蒼梧太守に任じ、楊稷を防がせ、分水で戦わせた。陶璜は敗走して合浦に籠り、配下の将軍二人を失った。こうして交州（交阯・九真・日南の三郡）は平定され、霍弋は列侯に封じられた。
霍弋の死後の泰始7年（271年）、呉は交州奪回に陶璜らを派遣し、楊稷・毛炅らは城を包囲された。霍弋は生前「賊軍に包囲されて百日未満で降伏した者は家族を処刑する。百日以上して援軍が到着しなかったならば私が罪を引き受けよう」と言い含めていた。楊稷らは期日になって食糧が底を突き、援軍も到着しなかったので呉に降伏した。霍弋の死はそれ以前ということになる。
孫の霍彪は後に越巂太守となったという。
東晋の時代になっても南中は官吏と異民族が融和しており、刑罰は適切に行われた。これはみな霍弋の故事に従ったものであった。
小説『三国志演義』では、蜀の滅亡に際して登場し、史実同様亡国の喪に服したあと劉禅の安否を確認してからに魏に降伏している。